# Thelander Point
Der Thelander Point ist eine markante Landspitze an der Ostküste von McDonald Island im südlichen Indischen Ozean. Sie markiert die nördliche Begrenzung der Williams Bay sowie den östlichen Ausläufer der Insel. 
Namensgeber ist der australische Physiker  Hugh Thelander, Teilnehmer an einer 1971 durchgeführten Kampagne der Australian National Antarctic Research Expeditions, bei der er mit dem Hubschrauber auf McDonald Island landete.